# Azorej Chen

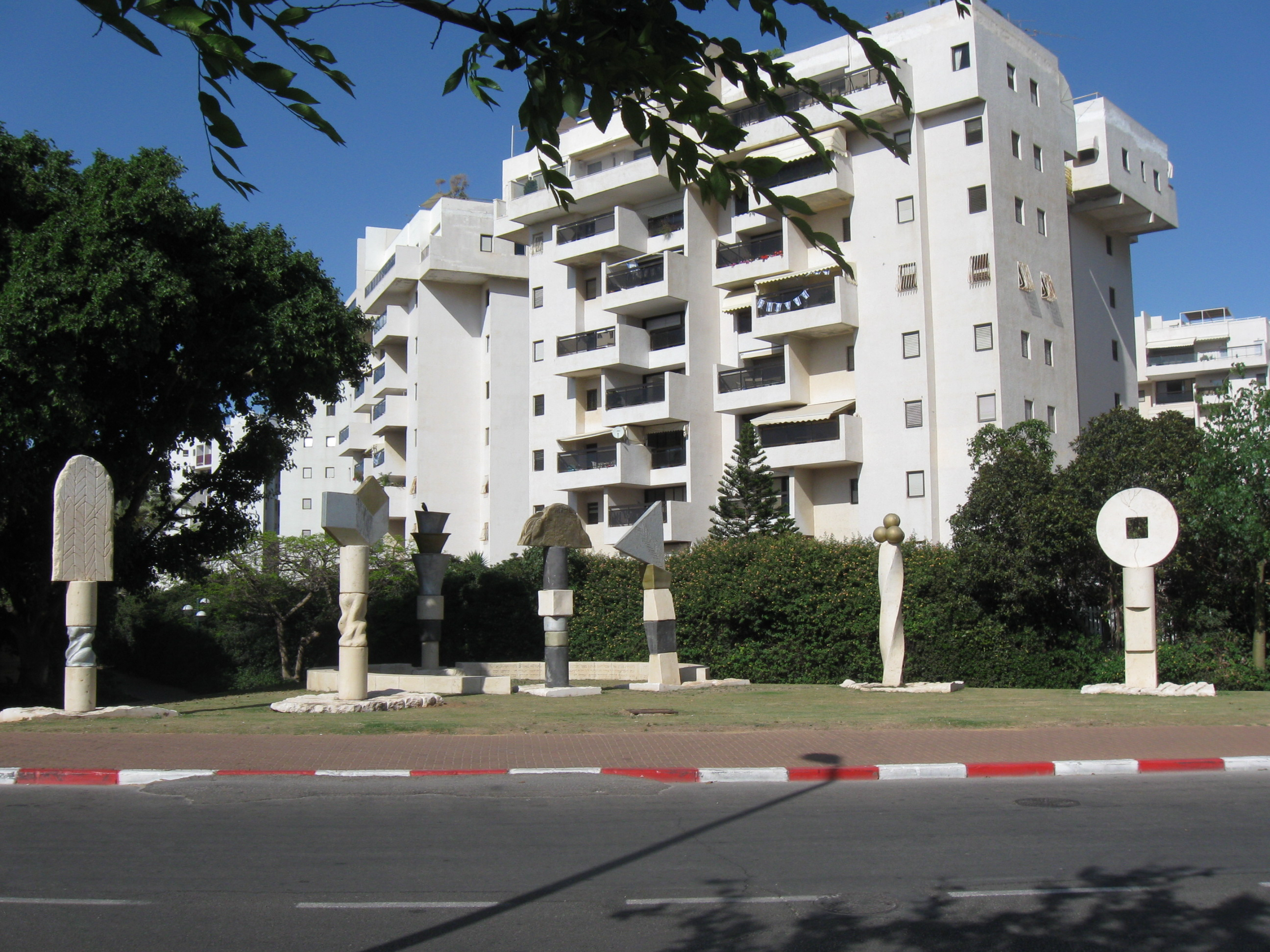
Zástavba ve čtvrti Azorej Chen

Azorej Chen (hebrejsky: אזורי חן) je čtvrť v severozápadní části Tel Avivu v Izraeli. Je součástí správního obvodu Rova 1 a samosprávné jednotky Rova Cafon Ma'arav.

## Geografie
Leží na severním okraji Tel Avivu, necelý kilometr od pobřeží Středozemního moře a cca 3,5 kilometru severně od řeky Jarkon, v nadmořské výšce okolo 20 metrů. Dopravní osou je dálnice číslo 2 (Derech Namir), která prochází po jejím východním okraji. Na východě sousedí se čtvrtí Ramat Aviv Gimel, na jihu s Gimel ha-Chadaša, na západě leží pruh volné krajiny při mořském břehu a na severu leží věžový komplex Migdelej Ne'eman.

## Popis čtvrti
Plocha čtvrti je vymezena na severu i jihu ulicí Uri Cvi Greenberg, na západě ulicí číslo 2040. Zástavba má charakter vysokopodlažních obytných budov. V roce 2007 tu žilo 3 734 obyvatel. 